# Sainte-Hélène, Lozère
Sainte-Hélène är en kommun i departementet Lozère i regionen Occitanien i södra Frankrike. Kommunen ligger i kantonen Le Bleymard som tillhör arrondissementet Mende. År 2022 hade Sainte-Hélène 97 invånare.

## Befolkningsutveckling
Antalet invånare i kommunen Sainte-Hélène
| Referens: INSEE |